# Kuchařík
Kuchařík je vesnice ležící v okrese Praha-západ, část obce Roblín. Ves leží zhruba 18 km jihozápadně od centra Prahy a čítá kolem 70 obyvatel.

## Historie
První písemná zmínka o vesnici pochází z roku 1417, neboť již tehdy se sousední vesnice Kuchař jmenuje s rozlišovacím přívlastkem „Velký“ (in Majori Kucharek). K roku 1421 se pak připomíná přímo Kuchařík (in Minori Kuchari).
| Rok            | 1869 | 1880 | 1890 | 1900 | 1910 | 1921 | 1930 | 1950 | 1961  | 1970 | 1980 | 1991 | 2001 |
| Počet obyvatel | 56   | 69   | 56   | 57   | 103  | 93   | 120  | 54   | 68    | 62   | 46   | 49   | 47   |
| Rok            | 1869 | 1880 | 1890 | 1900 | 1910 | 1921 | 1930 | 1950 | 1961  | 1970 | 1980 | 1991 | 2001 |
| Počet domů     | 8    | 9    | 9    | 9    | 13   | 14   | 17   | 18   | (56)* | 14   | 14   | 14   | 19   |

* Počet domů v roce 1960 včetně Roblína